# Óblast de Amur
Amur (en ruso: Амурская область, Amúrskaya óblast) es uno de los cuarenta y siete óblast de Rusia. Su capital es Blagovéshchensk. Está ubicado en el distrito Lejano Oriente, limitando al norte con Sajá, al noreste y este con Jabárovsk, al sureste con el óblast autónomo Hebreo, al sur con China y al oeste con Zabaikalie.

## Geografía
Su territorio ocupa una superficie de 363 700 km², cuya extensión puede ser comparada con la de Alemania. El óblast de Amur se encuentra a 8000 km al este de Moscú, a orillas de los ríos Amur y Zeya. Comparte fronteras con la República de Sajá al norte, el krai de Jabárovsk al este, el krai de Zabaikalie al oeste y China al sur.

## Historia
Durante la última etapa del Imperio ruso, se conocía de manera extraoficial como territorio del Amur (Аму́рский край, Приаму́рье) a la zona situada en torno al río Amur, correspondiente aproximadamente con el actual óblast. 
Inicialmente el territorio estuvo poblado por pueblos manchúes seminómadas antes de ser conquistados por el Imperio chino. Posteriormente fue devuelto a la dinastía Qing en el Tratado de Nérchinsk para finalmente ser anexionado por Rusia en 1858, por el Tratado de Aigun entre Rusia y la dinastía Qing.

## Demografía

### Composición étnica
De acuerdo al censo de 2002, los rusos hacían el 92% de la población con 831.004 personas. Otras etnias considerables incluyen a ucranianos, con 31.475 personas (3,5%), bielorrusos con 7.827 personas (0,8%), y tártaros, con 4.889 personas (0.5%). El resto de los residentes se identifican en más de 120 etnias diferentes que hacen cada una menos del 0.5% de la población. Un pequeño grupo de personas (1.447) decidió no establecer su nacionalidad.

### Población
- Población total: 902.844
  - Urbana: 594.386 (65,8%)
  - Rural: 308.458 (34,2%)
  - Hombres: 435.483 (48,2%)
  - Mujeres: 467.361 (51,8)
- Mujeres por cada 1000 hombres: 1073
- Edad promedio: 33,5 años
  - Urbana: 32,9 años
  - Rural: 34,9 años
  - Hombres: 31,3 años
  - Mujeres: 36,1 años
- Número de hogares: 329.650 (albergando 876.241 personas)
  - Urbanos: 220.774 (albergando 577.222 personas)
  - Rurales: 108.876 (albergando 299.019 personas)